# 週刊パーゴルフ
『週刊パーゴルフ』（しゅうかんパーゴルフ）は、かつてグローバルゴルフメディアグループ株式会社が発行していた週刊のゴルフ雑誌。2021年6月22日に発行された「7/6・13号」を最後に休刊した。

## 概要
1971年に創刊したが、その当時は隔週刊の発行であった。表紙は毎号異なったプロゴルファーの写真となっている。『ゴルフダイジェスト』（ゴルフダイジェスト社）などと並ぶ売れ筋のゴルフ雑誌の一つであり、主にプロゴルファーによるゴルフのテクニックやレッスン、プロゴルファーの情報などが掲載されている。また、本誌の主催でゴルフの大会も行っている。
創刊以来学習研究社が発行していたが、2009年学研の組織改変に伴い、学研パブリッシング100%出資の子会社、株式会社パーゴルフ・プラスとして編集部ごと独立した。
2011年4月、テレビCM制作会社大手の葵プロモーション（現：AOI Pro.）に売却され、株式会社パーゴルフに社名変更した。当時注目を浴びつつあったFacebookに公式ページを開設し、「1年以内に100万人のファンを獲得する」というプロジェクトを立ち上げ、葵プロモーションの持つ映像コンテンツ制作能力を駆使し、ページ開設からわずか半年でファン数日本一の座を獲得して話題になった。
しかし収支改善には結びつかず、2014年10月、ライバル誌『アルバトロス・ビュー』（アルバ）発行元の株式会社ALBAに再売却され、新規資本で株式会社パーゴルフを設立、（旧）株式会社パーゴルフ」から運営を移管して再々スタートした。2017年1月に（新）株式会社パーゴルフが株式会社ALBAと合併してグローバルゴルフメディアグループ株式会社が発足し、以後は『週刊パーゴルフ』『アルバ』とも同社が発行している。

## 漫画
本誌ではゴルフの総合的な情報の他に、ゴルフ漫画も少々掲載されている。これら漫画の単行本は、「GSコミックス」レーベルで出版されている。かつては本誌の増刊であった『コミックパーゴルフ』『コミックビッグゴルフ』といったゴルフ漫画中心の雑誌も刊行されていたが、現在は休刊となっている。

### 連載中の作品
- バンカー野郎（コジロー）
- 千里の旅 翔の道（作：大原一歩、画：渡辺敏）

### 連載終了
- 愛しのクワアングリコ（作：やまさき十三 / 画：高井研一郎）
- B・J ボビィになりたかった男（作：高橋三千綱 / 構成・デッサン：かざま鋭二 / 画：堀井ひろし）
- プロゴルファー獏（作：やまさき十三 / 画：高井研一郎）
- ゴルフ黙示録 リンボー（作：小鷹信光 / 画：高田まさお）
- トミーの真剣ゴルフ塾（いけうち誠一）
- インパクト（作：坂田信弘、画：竜崎遼児）

## パーゴルフタイランド
2007年、本誌と提携した月刊のタイ版フリーペーパー『パーゴルフタイランド』が創刊された。言語は日本語で、主に在留邦人をターゲットとしている。